# Марь многолистная
Марь многоли́стная, или жминда лозная, или жминда прутьевидная, или жминда обыкновенная, или земляничный шпинат, или шпинат–малина, или шпинат многолистный (лат. Blítum virgátum, Chenopódium foliósum) — травянистое растение, вид рода Жминда (Blitum), выделенный из рода Марь (Chenopodium) семейства Амарантовые (Amaranthaceae). Иногда культивируется.

## Распространение
Родина растения — южные районы Европы, Северная Африка и Средиземноморское побережье Азии. Из-за съедобной зелени, которую готовят так же, как шпинат, растение издавна культивировали в Нидерландах.
Впоследствии оно одичало и распространилось почти повсеместно. Однако чаще всего его можно встретить на известковых почвах и песчаных дюнах, расположенных вдоль Атлантического побережья Европы. Здесь земля быстро прогревается, а ветров меньше, чем во внутренних областях континента. В отличие от других маревых у этого вида сочные съедобные соплодия.

## Ботаническое описание
Однолетние или многолетние слабо опушенное растение высотой до 70 см, с толстым многоглавным корнем. 
Стебли зачастую многочисленные прямые и восходящие. Листья на длинных черешках, в нижней части растения многочисленные, с треугольными или ромбическими листовыми пластинками длиной до 7 см, и шириной до 4 см, с неравномерно зазубренными краями. У основания листья клиновидные или копьевидные, верхушки листьев заострённые. 
Цветки размещаются в пазухах листьев, образуют крупные ягодновидные клубочки диаметром до 1,5 см. Околоплодники мясистые, красного цвета. Семена гладкие, чёрного цвета, немного блестящие, диаметром 0,9—1,3 мм. 

## В культуре
Марь многолистная развивается быстро и формирует мощные розетки светло-зелёных копьевидных листьев (7×6 см) на длинных черешках, а затем стебли. Они хорошо ветвятся, и в результате образуются кусты высотой около 80 см. После этого в пазухах листьев появляются соплодия, по виду напоминавшие семена-клубочки свёклы. По мере роста они приобретают сдавленно-округлую форму и достигают 2 см в диаметре. Вначале оранжево-красные, по мере созревания они становятся густо-малиновыми, сочными, блестящими, правда, у основания, в месте прикрепления, оранжевая окраска сохраняется. Под тяжестью урожая побеги наклоняются и требуют подвязки к опорам.
Вкус спелых ягод напоминает шелковицу или ежевично-малиновые гибриды. Ягоды созревают постепенно, начиная с нижних побегов, первые уже спустя 1,5 месяца после посева. Сбор урожая можно проводить в несколько приёмов всё лето вплоть до морозов, так как спелые ягоды долго не осыпаются.
К заморозкам растение очень устойчиво и выдерживало понижения температуры как весной, так и осенью до минус 10 °C. Жара также ему не вредит.

### Местоположение
Марь многолистная неприхотлива. Легко растёт на любой почве, на ярком солнце или в полутени. Однако предпочитает тёплый климат и плодородную почву, богатую соединениями кальция.

### Размножение
Размножается семенами. Как только почва оттает, семена высевают прямо в грунт по схеме 40×40 см, по несколько семян в одну лунку на глубину 0,3 см. Перед посевом перебирают, удаляя все щуплые и повреждённые, затем протравливают 30 минут в слабом растворе марганцовки. Этот приём ускоряет прорастание на 2—3 дня.
После полива почву в лунках мульчируют тонким слоем перегноя. После образования двух настоящих листьев всходы прореживают, оставляя по одному растению в каждой лунке. Лишние рассаживают на свободном месте, стараясь не повредить корни.

### Уход
Уход сводится к прополкам, рыхлению почвы и поливу. Первую подкормку проводят раствором аммиачной селитры (1 столовая ложка на 10 литров воды) по 1 литру в каждую лунку, когда на сеянцах ещё были только семядольные листочки. Позже в период формирования стеблей вносят древесную золу, заделывая её во влажную почву. Если планируется употребление ягод в пищу, то можно проводить подкормки только органическими удобрениями.

## Хозяйственное значение и применение
Растение используется в декоративных целях. Кустики, достигающие высоты 40 см, очень объёмны, так как образуют множество побегов.
Листья можно добавлять в супы и салаты. Сочные цветочные клубочки («ягоды») имеют приторно-сладкий вкус, иногда используются как лакомство.